# العبلاء
العبلاء؛ موقع أثري قديم٬ لم تبق إلا أطلاله وبعض الشواهد الآثارية على سطحه، وهو على بعد 60 كم غرب بيشة٬ و 25 كم شرق محافظة العقيق جنوب المملكة العربية السعودية.

## الوصف
العبلاء موقع قديم يتميز بوقوعه على مسيل عدد من الأودية وذي تربة جيدة ومراعي خصبة٬ وقد عاصر النشاط الاقتصادي لممالك جنوب الجزيرة العربية٬ فقد كان له أهميته خلال ازدهار تجارة قريش٬ ثم ضعفت مكانته وأهميته بعد ظهور الإسلام٬ وإن كان الاستيطان فيه لم ينقطع. تكمن أهميته في مناجم الذهب والنحاس٬ ويجلب خام الذهب من مسافات ليست بعيدة من الموقع٬ ويتراوح عمق الحفر لتتبع عروقه بين 3 و 25 متر٬ ويصل إلى 75 متر في بعضها٬ في حين يبلغ طول بعضها 150 متر.

## المناجم
موقع العبلاء كبير ومتسع٬ وكان يبذل في تتبع عروق خامي الذهب والنحاس مجهود كبير، ويتطلب عمالة كثيرة ذات مهارة عالية٬ وتدل المباني التي لا تزال أطلال جدرانها ماثلة للعيان على أن الموقع كان عامرًا طوال العام. وبالإمكان افتراض وجود عدد من الأحياء يرتبط كل حي بحرفة خاصة ترتبط بصناعة التعدين٬ مثل: الحدادة٬ والنجارة٬ وصناعة الفخار٬ بالإضافة إلى مهن مساندة٬ مثل: بناء الأفران وتزويدها بالوقود لإنجاز عمليات الصهر واستخلاص المعادن. تشير الدراسات الحديثة إلى وجود مكمن الفلورايت عند منجم النحاس القديم في العبلاء٬ حيث وجدت أعمال منجمية واسعة٬ يُستنتج من دلائلها أن القدماء قاموا بتعدين الفلواريت واستعماله في صهر المعادن.

## الآثار
ِّمن خلال المسح الأثري الذي قامت به وكالة الآثار والمتاحف سُجل موقع العبلاء رقم (92 - 210) بوصفه أحد مواقع التعدين القديمة٬ ويرجع تاريخه إلى عصر حضارة الممالك العربية القديمة٬ إذ عُثر على فخار متنوع ينتمي إلى تلك الحضارة التي يرجع تاريخها إلى النصف الثاني من الألف الأول قبل الميلاد. يتميز الموقع بمباني متلاصقة بشكل مجموعات تفصل بينها أزقة وممرات٬ استخدم في بنائها حجر الديورايت٬ ولعل ما يميز الموقع كثرة أمكنة الصهر، وهي بقايا أفرتن يتم فيها صهر المواد الخام للمعدن. من السمات الأخرى المرتبطة بالمناجم مبانٍ مستطيلة الشكل٬ تظهر من بقايا مداميك جدرانها جودة بنائها٬ وتبلغ مساحة غرفها 4 × 3 متر٬ وتم حصر قرابة 300 وحدة من هذا النوع. مما تم العثور عليه: كِسَر من الفخار٬ وقطع من الزجاج القديم٬ ومطاحن٬ ومدقات حجرية. ومن المرجح استنادًا إلى ما تم العثور عليه في العبلاء أنها لم تكن منطقة ذات فعاليات تعدينية متنوعة فقط٬ وإنما كانت مركزًا اقتصاديًا مزدهرًا بمقوماته التجارية والزارعية والرعوية. وفي أغسطس 2023 أعلنت هيئة التراث في السعودية أبرز الاكتشافات الأثرية التي تم اكتشافها في موقع العبلاء الأثري بمنطقة عسير خلال أعمال التنقيبات الأثرية بالموقع للموسم السابع 2023، والتي شملت ظواهر معمارية لوحدات سكنية ومرافق صناعية تتميز بعض جدرانها وأرضياتها بطبقة من الجص. وأشارت إلى أن الاكتشافات تعد امتداداً لما كُشف عنه في المواسم الستة السابقة، والتي أبرزت أهمية موقع العبلاء كموقع تعديني من أهم المواقع التعدينية في جنوب المملكة. كما كشف الفريق العلمي عن خزانات مائية اكتشفت تحت بعض الوحدات المعمارية في الموقع، وكان الغرض منها تخزين مياه الأمطار.